# Micropterix hartigi
Micropterix hartigi és una espècie d'arna de la família Micropterigidae. Va ser descrita per Heath, l'any 1981.
És una espècie endèmica d'Itàlia.